# František Ventura
František Ventura (Vysoké Mýto, 13 agosto 1894 – Praga, 1º dicembre 1969) è stato un cavaliere cecoslovacco.

## Palmarès

### Olimpiadi
- 1 medaglia:
  - 1 oro (Amsterdam 1928 nel salto individuale)